# Canal de La Parra

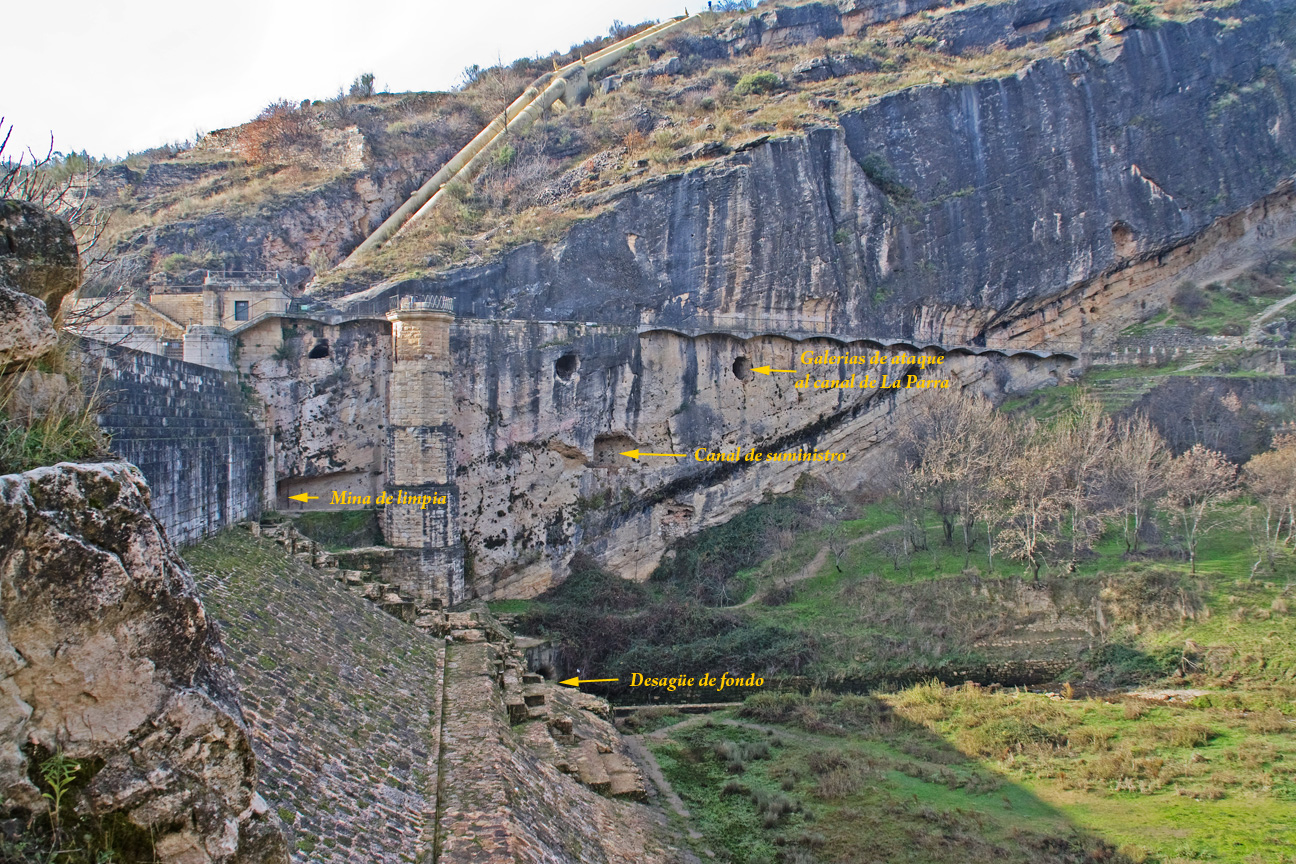
El Pontón de la Oliva. Inicio del canal primitivo

El canal de La Parra es un tramo del canal primitivo del abastecimiento a Madrid que entró en servicio en el año 1858. Comienza en el azud de La Parra y termina en la almenara del Empalme, en las cercanías de la Aldehuela, donde se une al canal Bajo. Tiene un recorrido de 23,7 km y una capacidad de 4 m³/s. La sección del canal original, en las zonas en zanja y sobre obra, tiene forma rectangular con una anchura de 2,2 m y una altura de 2,8 m con la parte superior abovedada, mientras en las minas la anchura es de 1,4 m y 2 m de altura hasta la clave. Su pendiente general es de 0,0002.

## Historia

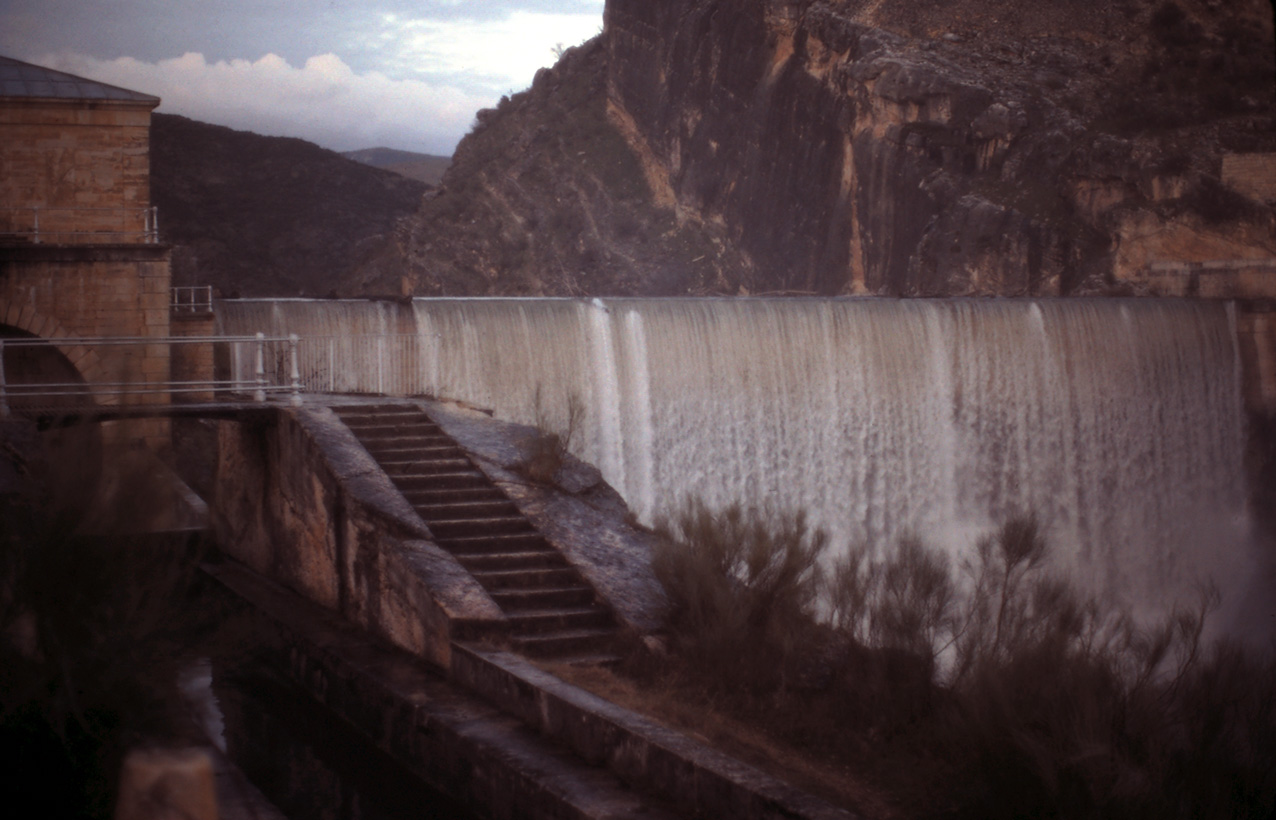
Inició histórico del canal en el Pontón de la Oliva

La mayor parte de lo que hoy se denomina canal de la Parra fue construido dentro de las obras de suministro de agua a Madrid que se dieron por iniciadas el 11 de agosto de 1851 con la colocación de la primera piedra por parte del Rey consorte y finalizadas con la inauguración del sistema el 24 de junio de 1858 por parte de la Reina Isabel II. No obstante por este primer tramo del canal, entonces inaugurado, ya corrieron previamente las aguas en 1856 siendo vertidas en el río Guadalix.

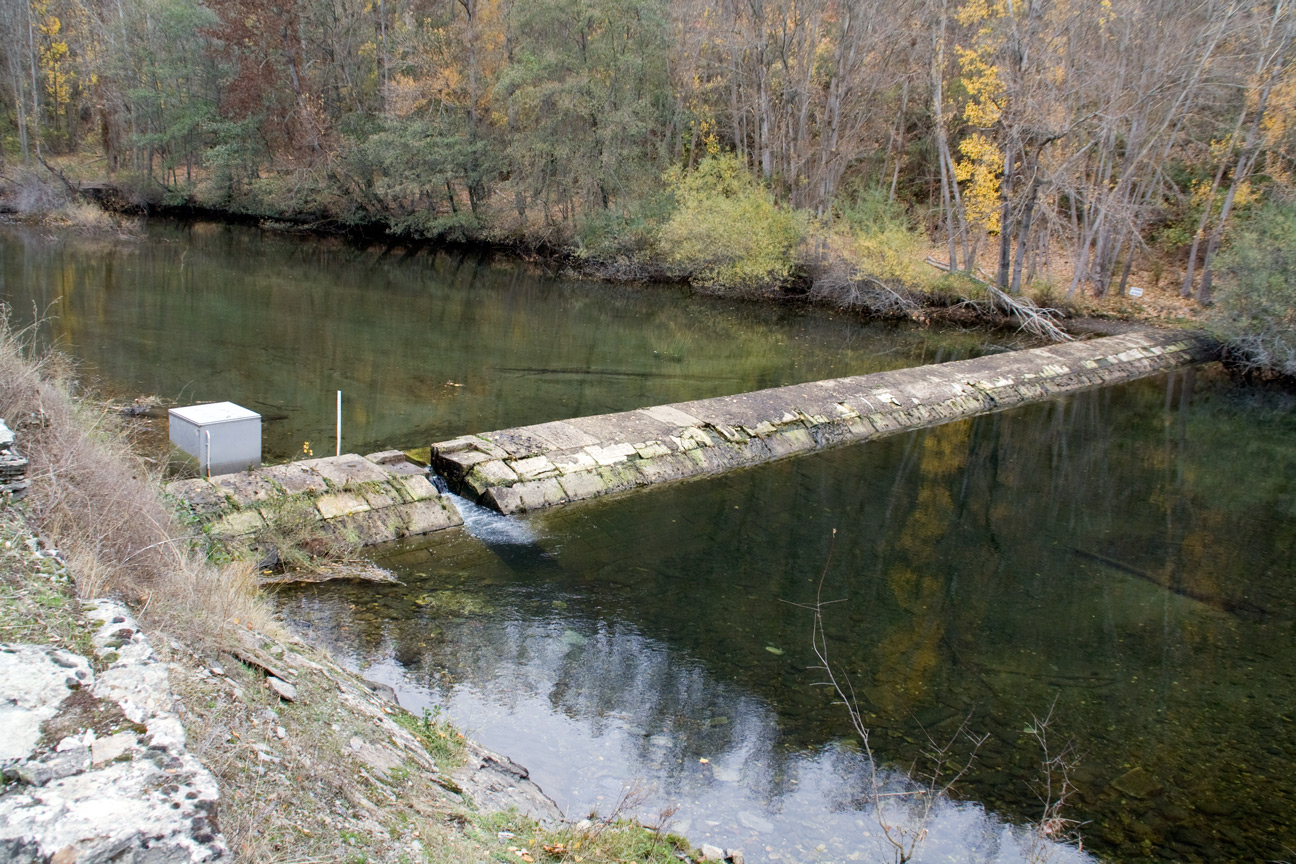
Azud de Navarejos. Sustituto del Pontón de la Oliva

Posteriormente al resultar imposible, en las épocas de estiaje, mantener el nivel del agua en el embalse del Pontón de la Oliva, a una altura suficiente para poder entrar en este canal, por las filtraciones de la zona, se prolongó el canal aguas arriba unos 6 km, en 1860, mediante un túnel trazado por la margen derecha del Lozoya, hasta alcanzar un punto en que era posible tomar agua del río mediante un pequeño azud de derivación que también se construyó. Es el azud de Navarejos, denominado en algunos documentos como Navalejos.
Se comprobó que en este punto se presentaban turbias cuando llovía en la zona, incluso cuando posteriormente el río se reguló desde el embalse de El Villar. Un punto de gran aportación de turbiedad, en épocas de lluvia, se encontró que estaba en la entrada de las aguas del arroyo Robledillo, algo más de un kilómetro más arriba del azud construido. Para evitarlo, se prolongó de nuevo el canal unos 2 km aguas arriba y se construyó un nuevo azud en 1903: el Azud de la Parra, que dio el nombre actual al canal. Aunque se aliviaron algo los problemas de las turbias, estos no desaparecieron hasta que se construyó el entonces llamado canal Transversal y posteriormente canal de El Villar, momento a partir del cual el canal de la Parra perdió gran parte de su operatividad, aunque siempre quedaba la posibilidad de captar desde él las aguas que afluyen al Lozoya por debajo del embalse de El Villar.
Entre 1920 y 1925 este canal no tuvo continuidad en el sifón de Malacuera, ya que en 1920 se desmontaron las tuberías de fundición existentes, que fueron trasladadas a Madrid para ser utilizadas en la ampliación de la red de distribución, y hasta el año 1925 no se completó la instalación de la tubería de palastro que sustituyó a las anteriores.
En 1949, durante un periodo de sequía que obligó a implantar restricciones en Madrid, se instaló un bombeo, conocido como el Roncadero, desde el río Jarama para aportar 500 litros por segundo a este canal, poco después de pasar por el acueducto de las Cuevas.

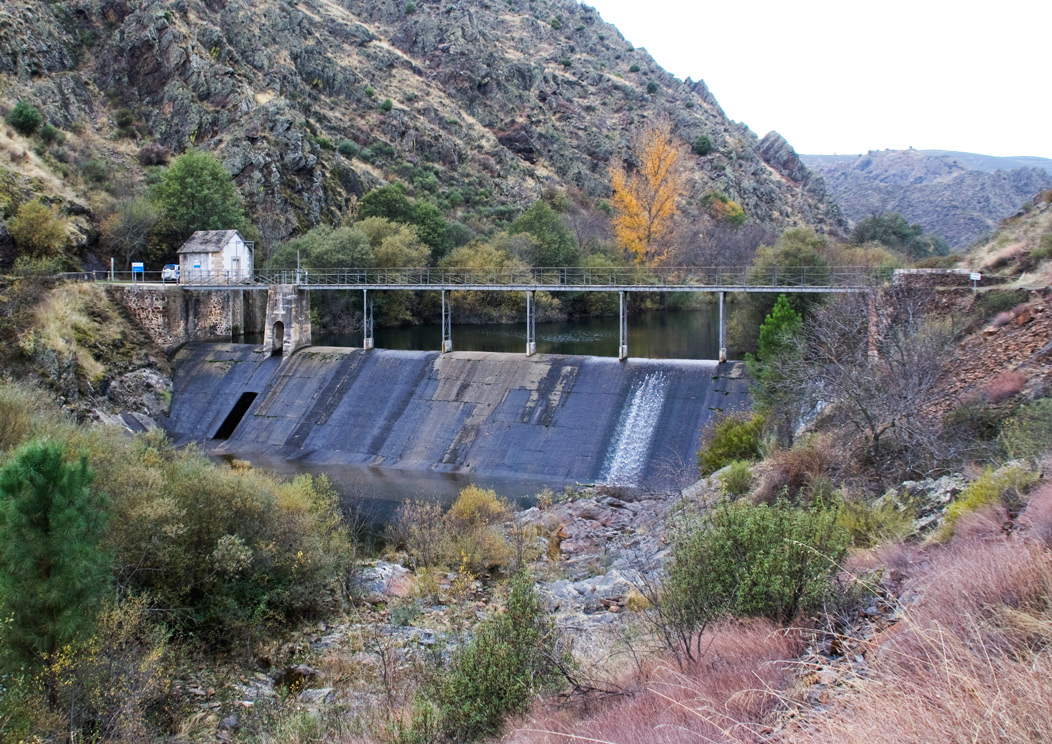
Azud de La Parra. Inició del canal de La Parra

En 1971 se procedió a la rehabilitación de este azud y canal, al objeto de poderlos utilizar en el caso de que el embalse de El Atazar, cuya construcción estaba en marcha, llegase a quedar en un nivel por debajo del que tendría la toma más profunda de su torre de toma. Se estima que, a este nivel, quedarían todavía unos 50 hm³ en el embalse. Asimismo se planteó su uso para el aporte, mediante un bombeo, de las aguas procedentes de los pozos Ranney, construidos en la afluencia del Lozoya con el Jarama, entre 1965 y 1968, y que de alguna manera vinieron a sustituir a la elevación del Roncadero, que había tenido problemas al captar aguas turbias. Igualmente se planteó su uso transitorio para enviar aguas procedentes del embalse del Jarama Medio, que por entonces se estaba proyectando pero que nunca llegó a construirse.
En 1983, a consecuencia de la sequía que por entonces se presentó, de nuevo se efectuaron trabajos de rehabilitación en este canal para poder aprovechar las últimas aguas del embalse de El Atazar que llegó contener menos de 50 hm³. Finalmente no fue necesario utilizarlo.

## Descripción del recorrido

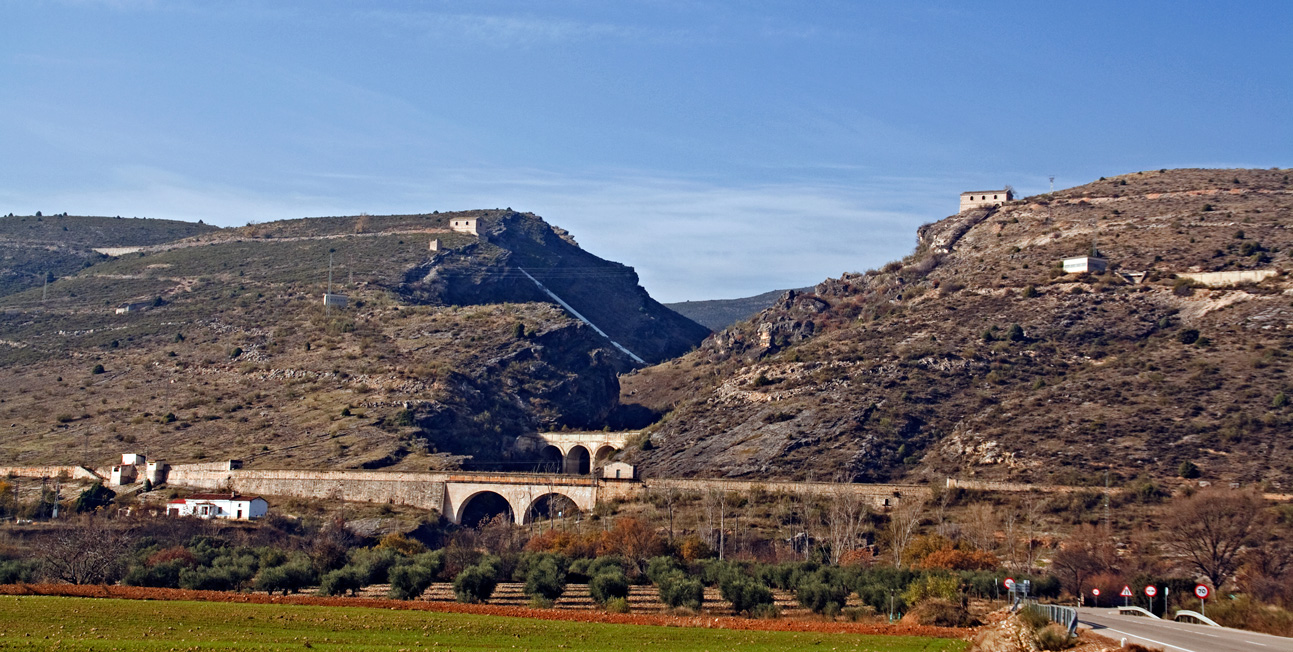
Arquería de Las Cuevas en el canal de la Parra y sifones en los canales de El Atazar y Jarama

La trayectoria recorrida por el canal se encuentra profusamente descrita en documentos de la época de su construcción. Desde el azud de La Parra y hasta el Pontón de la Oliva el canal discurre por un túnel excavado en la margen derecha del río. Allí se une con el túnel que comunica con el embalse y desde el que, inicialmente, se pretendía alimentar el canal. En los cinco kilómetros siguientes sigue una línea ligeramente ondulada por la ladera del Lozoya y posteriormente del Jarama, abriéndose paso entre las rocas en unas ocasiones, y en otras atravesando los barrancos sobre obras de mampostería que le soportan. Debe mencionarse la arquería sobre el barranco de las Cuevas con dos ojos y una altura de unos 25 m. En este tramo se han construido canales más modernos en paralelo con el canal primitivo y a mayor altura sobre los cerros calizos allí existentes: son el canal de El Atazar a media altura de la ladera y el canal del Jarama a una cota bastante más elevada. Mediante las correspondientes obras de sillería y mampostería, el canal cruza el arroyo de Patones y más adelante el de San Román, punto a partir del cual el canal se separa de la ladera de los cerros calizos, atravesando la única zona llana de su recorrido y dejando a la izquierda Torremocha de Jarama y quedando a la derecha, más lejana, la villa de Torrelaguna, entrando en las laderas de Mirarío y luego en las laderas de la izquierda del arroyo Malacuera, procedente de Torrelaguna, que atraviesa mediante un sifón, actualmente con un solo tubo metálico y primitivamente con cuatro de menor diámetro (3 pies y 1/2 de diámetro, lo que supone algo más de 91 cm). 

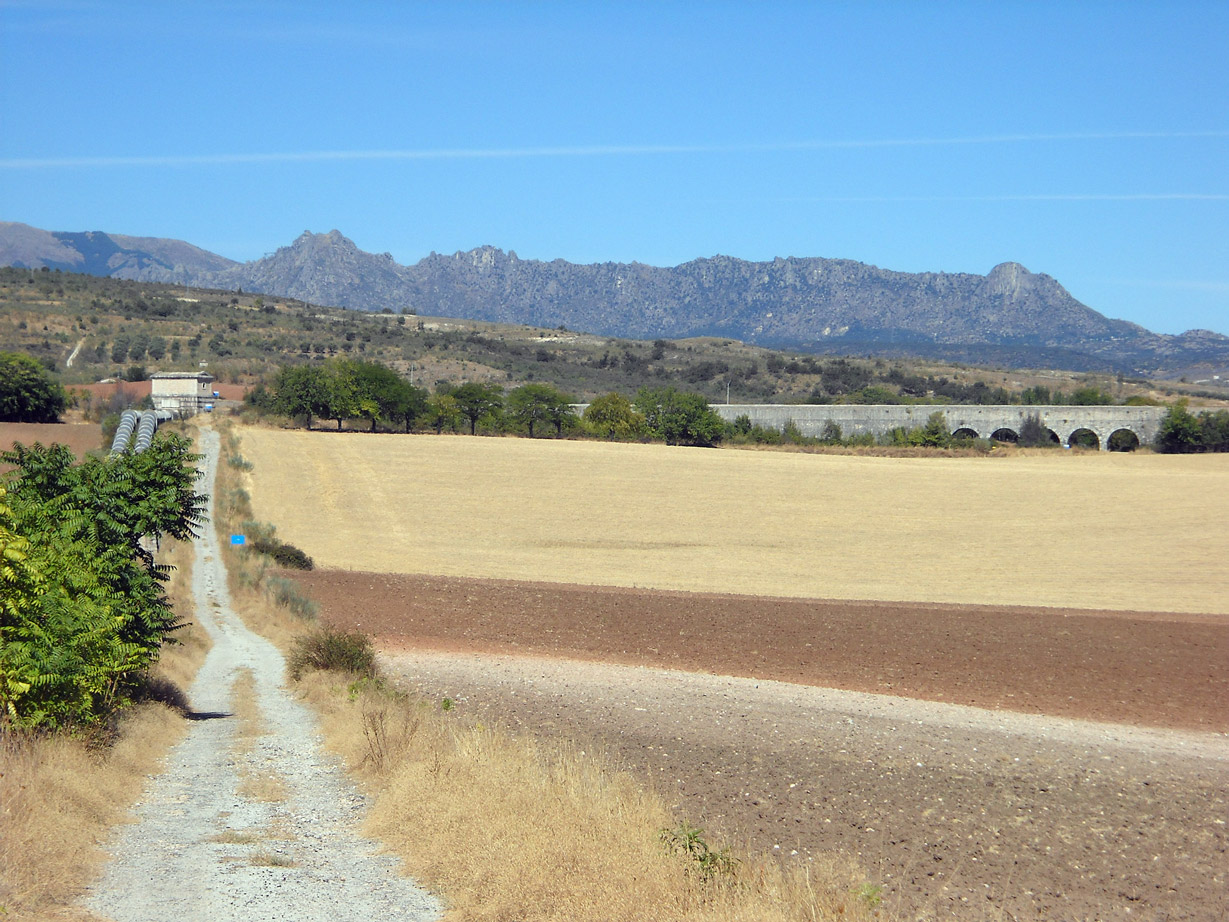
Acueducto de La Aldehuela y Almenara del Empalme

Salvado este valle y el acueducto de La Aldehuela llega a la almenara del Empalme, donde se une al actualmente llamado canal Bajo, por él que las aguas continúan hacía Madrid, junto a las provenientes del depósito inferior del nudo de Torrelaguna.